# Praha hlavní nádraží
Praha hlavní nádraží (Estación Central de Praga, abreviado como Praha hl.n) es la principal estación de ferrocarril de la ciudad de Praga, República Checa, y una de las más importantes del país. La estación posee conexión con el metro de Praga y ofrece servicios de transporte nacional e internacional.
Fue inaugurada en 1871 y nombrada Františka Josefa en honor a Francisco José I de Austria. Durante el periodo de la República (1918–1939) la estación se llamaba Estación Wilson (en honor al presidente de Estados Unidos Woodrow Wilson). El interior de la estación ofrece halls de estilo Art Nouveau que fueron diseñados en 1909 por el arquitecto checo Josef Fanta. La conexión actual con la estación de metro (Hlavní nádraží - Línea C) fue construida entre 1972 y 1979.